# Грузинска национална академия на науките
Грузинската национална академия на науките (на грузински: საქართველოს მეცნიერებათა ეროვნული აკადემია или tr) е основната научна академия на Грузия. Академията координира научните изследвания в страната и развива контактите с други чуждестранни академии и научни центрове. ГНАН е призната за грузинската национална организация в мрежата „Евронаука“ (Euroscience, ESGNS).

## История
Грузинската национална академия на науките (ГНАН) е основана на 10 февруари 1941 година в Тбилиси с първи председател математикът Николоз Мусхелишвили. Член-съоснователи са академиците Гиорги Ахвлендиани (лингвистика), Иване Бериташвили (физиология), Арнолд Чикобава (иберо-кавказки езици), Гиорги Чубинашвили (изкуство), Симон Джанашия (история), Александър Джанелидзе (Корнели Кекелидзе (филология), Нико Кецховели (ботаника), Тараси Кваратскелия (субтропични култури), Илия Векуа (математика, втори председател на Академията) Акаки Шанидзе (лингвистика), Александър Твалчрелидзе (минералогия), Димитри Узнадзе (психология), Кирияк Завриев (конструктивна механика и Филип Зайцев (зоология).
Други значими членове на Академията през годините са били Евктиме Такайшвили (история), Шалва Нуцубидзе (философия), Гиорги Церетели (ориенталистика), Симон Каукчишвили (класически филологии), Константин Гамсахурдия (литература), Гиорги Меликишвили (история), Николоз Бердзенишвили (история), Реваз Додонадзе (физика), Малхаз Абдушелишвили (антропология), Гурам Мчелидзе (палеобиология) и Леван Чилашвили (археология).
По време на Съветския съюз, Академията носи името Академия на науките на Грузинската ССР, но е преименувана със съвременното си име през ноември 1990 година.
Председателите на ГНАН през годините са били:
- 1941 – 1972: Николоз Мусхелишвили,
- 1972 – 1977: Илия Векуа,
- 1977 – 1986: Евгени Харадзе,
- 1986 – 2005: Алберт Тавхелидзе,
- 2005 – 2013: Тамаз Гамкрелидзе,
- 2013: Гиорги Квеситадзе.

## Структура
Грузинската национална академия на науките е структурирана в десет отдела:
- Отдел „Математика и физика“
- Отдел „Науки за земята“
- Отдел „Приложна механика, машиностроене, енергетика и управление“
- Отдел „Химия и химически технологии“
- Отдел „Биологически науки“
- Отдел „Физиология и медицина“
- Отдел „Селскостопански науки“
- Отдел „Обществени науки“
- Отдел „Лингвистика, литература и изкуство“

В допълнение към тях функционират четири научни комисии:
- Комисия за история, археология и етнология,
- Комисия за християнско богословие и изследване на история на религиите
- Комисия за грузинските исторически извори
- Комисия за комплексно изучаване проблемите на планинските региони на Грузия,

както и отдел „Грузинска енциклопедия“.

## Други научни академии в Грузия
Сред другите таучни академии в Грузия са: Абхазката регионална академия на науките (основана през 1995 година в Тбилиси), Грузинската академия на селскостопански науки (основана през 1991 година в Тбилиси) и Грузинската академия на биомедицинските науки.